# Amiserica chiangdaoensis
Amiserica chiangdaoensis är en skalbaggsart som beskrevs av Ahrens 2003. Amiserica chiangdaoensis ingår i släktet Amiserica och familjen Melolonthidae. Inga underarter finns listade i Catalogue of Life.